# Alice Gabrielescu
Alice Gabrielescu (n. 30 septembrie 1893, Bârlad, județul Vaslui – d. 1968) a fost o prozatoare, traducătoare și jurnalistă română.